# Valea Râului
Valea Râului – wieś w Rumunii, w okręgu Vâlcea, w gminie Galicea. W 2011 roku liczyła 411 mieszkańców.